# アレクサンダル・カラジョルジェヴィッチ (セルビア公)
アレクサンダル・カラジョルジェヴィッチ（セルビア語: Александар Карађорђевић、1806年10月11日 - 1885年5月3日）は、セルビア公（在位：1842年 - 1858年）。カラジョルジェヴィチ家の出身。

## 生涯

### 生い立ち
1806年10月11日、カラジョルジェ・ペトロヴィッチ（en）とイェレナ・ヨヴァノヴィッチ（Jelena Jovanović）との間の末男としてトポラ（Topola）で生まれた。ロシア皇帝の庇護の下、ベッサラビアのホトィン（Khotyn）で教育を受けた。
セルビア公ミロシュ・オブレノヴィッチ1世がいわゆる「トルコ憲法」を軽視したことから退位に追い込まれ、1839年末にスルタンの勅令でミハイロ・オブレノヴィッチ3世の公位が承認されると、一族はセルビアに帰国した。アレクサンダルはセルビア陸軍司令部に入り、中尉まで昇級するとともにミハイロの副官に任命された。

### セルビア公
ミハイロ・オブレノヴィッチ3世が廃位されて政治的混乱が起きると、1842年9月14日にアレクサンダルがベオグラード近郊のヴラチャル（Vračar）の国民会議においてセルビア公に選ばれた。ロシアとオスマン帝国から公位が承認されると、アレクサンダルはセルビアのさらなる発展を図るべく改革を開始して諸制度を新設し、公民権法典の施行、正規軍の導入、大砲鋳造場の設立、新旧の学校の助成、国立図書館や国立博物館の設立などを行った。
1848年にヴォイヴォディナでハンガリー革命が起こっていた最中、アレクサンダルはステヴァン・クニチャニン（Stevan Knićanin）の率いるセルビア義勇軍を派遣して自治を求めるセルビア人の闘争を援助した。諸国民の春の影響を受けて、南スラヴ人王国を建国するという汎スラヴ主義思想が登場したが、この4年前の1844年にはイリア・ガラシャニンがセルビアの政治構想についてナチェルターニェ（Načertanije）と呼ばれる秘密文書を作成し、南スラブ人を支配するオーストリアとオスマン帝国にセルビアが取って代わり、これを大セルビアの旗の下に統治すべき旨をすでに示していた。

### 廃位
アレクサンダルは国内政策をめぐって議員らと対立し、1858年12月の聖アンデレの日に召集された国民議会において退位を強いられた。
廃位されたアレクサンダルはテメシュヴァール近郊の私有地に退いたが、復位したミハイロ・オブレノヴィッチ3世が暗殺されるとその陰謀に武器と資金を提供した疑いをかけられ、平穏な暮らしは一変した。アレクサンダルはいわれのない疑いに傷心し、濡れ衣を着せようとする政敵を嫌悪するとともにカラジョルジェヴィッチ家の人間による公位奪還に尽力した。
1885年5月3日にテメシュヴァールで死去し、ウィーンに埋葬されたが、1912年に、息子のペータル1世によって中央セルビアのオプレナツ（Oplenac）に建てられた聖ゲオルギオス記念教会へ改葬された。

## 家族
ヴォイヴォダ（領主）の称号をもつイェヴレム・ネナドヴィッチ（Jevrem Nenadović、1793年 - 1867年）とヨヴァンカ・ミロヴァノヴィッチ（Jovanka Milovanović、1792年 - 1880年）との間の娘であるペルシダ・ネナドヴィッチ（Persida Nenadović、1813年2月15日 - 1873年3月29日）と1830年に結婚し、10人の子女を儲けた。
- ポレクシヤ（Poleksija、1833年2月1日 - 1914年12月5日） セルビアの内務大臣コンスタンティン・ニコライェヴィッチ（Konstantin Nikolajević）と1849年に結婚したが子はなく、後にアレクサンダル・プレシェルン博士（Dr Alexander Preshern、1830年 - 1914年12月）と再婚
- クレオパトラ（Kleopatra、1835年11月26日 - 1855年7月13日） 駐露セルビア大使ミラン・アヴラム・ペトロニイェヴィッチ（Milan Avram Petronijevic）と1855年に結婚
- アレクシイ（Aleksij、1836年3月23日 - 1841年4月21日）
- スヴェトザル（Svetozar、1841年 - 1847年3月17日）
- ペータル1世（1844年6月29日 - 1921年8月16日） セルビア国王（1903年 - 1918年）、セルブ・クロアート・スロヴェーン国王（1918年 - 1921年）、モンテネグロ王女ゾルカと結婚、子あり
- イェレナ（Jelena、1846年10月18日 - 1867年7月26日） セルビアの首相ジョルジェ・シミッチ（Đorđe Simić、1843年2月28日 - 1921年10月11日）と結婚
- アンドレイ（Andrej、1848年9月15日 - 1864年7月12日）
- イェリサヴェタ（Jelisaveta、1850年、夭逝）
- ジョルジェ（Djordje、1856年10月11日 - 1889年1月5日）
- アルセン（1859年4月16日 - 1938年10月19日） ロシア貴族のアヴローラ・デミドヴァと1892年に結婚、ユーゴスラビア摂政王子パヴレの親

| アレクサンダル・カラジョルジェヴィッチ カラジョルジェヴィチ家 1806年10月11日 - 1885年5月3日 |                            |                                    |
| 爵位・家督                                                                                  |                            |                                    |
| 先代 ミハイロ・オブレノヴィッチ3世                                                          | セルビア公 1842年 - 1858年 | 次代 ミロシュ・オブレノヴィッチ1世 |